# Eukromatin
Az eukromatin a kromatin egy típusa, mely gazdag génekben, legalábbis a heterokromatin régióhoz viszonyítva. Mivel a génjeit körülvevő hiszton fehérjék nem szorosan kötődnek a DNS-hez, ezért a génexpresszió (génkifejeződés) aktív, szinte folyamatosan íródnak át az mRNS-be (messenger RNS-be) a gének információi.
Ha a kromoszómát megfestjük GC-gazdag régiókat kimutatni képes festékkel, akkor kapjuk meg az eukromatin rajzolatait, melyeket R-sávoknak is nevezünk. Az R a reverz (fordított) szóból származik, mivel ez a festés a heterokromatinnál leírt quinacrin vagy Giemsa festések negatívjaként is felfogható. 
Ezeken kívül pedig GTG kötő festékek fénymikroszkóp alatt is láthatóvá teszik.